# فوسافنجين
فوسافنجين هي مادة فعالة تستخدم في المضادات الحيوية لعلاج التهاب الجيوب والتهاب البلعوم، كما يمتلك تأثيرا مضادا للالتهاب.
فوسافنجين خليط من إنياتين ووهكسادبسيببتيد حلقي تنتجه فطريات زقية تدعى Fusarium lateritium.

## الأبحاث
بحسب دراسة أجريت في المملكة المتحدة حول كفاءة فوسافنجين في التهاب الأنف والحلق، فقد كان هنالك تحسن بنسبة 61.5٪ خلال 4 أيام مقارنة بنسبة 46.8٪ في حالة استخدام غفل.

## الأسماء التجارية
تنتج مختبرات سرفير فوسافنجين تحت الأسماء التجارية التالية:
- Locabiotal
- Bioparox
- Locabiosol